# 倉敷市立柏島小学校
倉敷市立柏島小学校（くらしきしりつ かしわじましょうがっこう）は、岡山県倉敷市玉島にある市立小学校。

## 沿革

### 経緯
柏島小学校は、1873年6月1日、松柏小学校として設立された。1893年、小学校令施行により、柏崎尋常小学校に改称し、1922年に玉島第三尋常小学校に改称した。第二次世界大戦降伏後の学制改革によって、玉島第三小学校となり、1967年2月、現名となった。

### 年表
- 1873年6月1日 - 松柏小学校として創立
- 1877年 - 赤崎，宮地，戎町，畑の4校舎に分離
- 1882年 - 4校舎再合併し、柏崎村大字柏島字畑に校舎を置く
- 1887年1月1日 - 尋常松柏小学校に改称
- 1890年4月1日 - 柏崎小学校、勇崎小学校を合併し、尋常柏崎小学校に改称
- 1893年10月1日 - 小学校令施行により、柏崎尋常小学校に改称
- 1903年10月1日 - 玉島尋常小学校、柏崎尋常小学校、乙島尋常小学校を合併し、第五玉島尋常小学校に改称
- 1907年3月 - 勅令第52号により、6年制に移行。玉島町大字柏島字雲明に校舎を移転する
- 1922年4月1日 - 玉島第三尋常小学校に改称
- 1941年4月1日 - 玉島第三国民小学校に改称
- 1947年4月1日 - 学制改革により玉島町立玉島第三小学校に改称
- 1952年4月3日 - 玉島市立柏島小学校に改称
- 1967年2月1日 - 玉島市，倉敷市，児島市が合併し、倉敷市発足。これにより倉敷市立柏島小学校に改称
- 2004年1月 - 岡山県学校安全優良学校を受賞
- 2010年4月 - 岡山県学力・人間力育成推進会議モデル地域研究指定
- 2011年4月 - 倉敷市教育委員会「学校力向上」研究指定
- 2012年2月 -「教えて考えさせる授業」研究発表会開催

## 教育目標

### 学校教育目標
心身ともにたくましく、実践力のある心豊かな子どもを育成する。

### めざす子ども像
- 自分で考え、工夫する子ども
- 心やさしく、思いやりのある子
- 健康に気をつけ、最後までがんばる子

### 教育方針
- 一人一人を見つめ、愛情と信頼を基本とした教育理念のもとに、未来をたくすことのできる子どもを育てる

### 教育指導の重点
- 人や物を大切にする豊かな心を育てる
- 基礎・基本を身に付け，主体的に学ぶ力を育てる
- 健康・安全に関心を持ち，自らの健康増進への実践力を育てる

### 人権教育目標
- 人権意識を高め、さまざまな人権侵害に気付き、差別をなくしていこうとする意識や態度を身に付けた子どもを育成する

### 研究主題
- 家庭・学校・地域が協働して「人間力」をはぐくむ学校の創造

～「教えて考えさせる授業」の実践と学校支援ボランティアの活用～

### 合い言葉
進んで 仲良く 最後まで

## 学校行事
| - 4月 始業式・入学式 - 5月 運動会 - 6月 | - 7月 終業式・海の学習 - 8月 学童水泳記録会・始業式 - 9月 | - 10月 - 11月 - 12月 終業式 | - 1月 始業式・学芸会 - 2月 - 3月 修了式・卒業式 |

## 通学区域
- 倉敷市
  - 玉島阿賀崎1571番地～1572番地，1740番地～1794番地，1795番地の4～1796番地，1853番地～1893番地まで及び1977番地～2795番地
  - 玉島柏台1丁目～4丁目，玉島柏島351番地，392番地～399番地，403番地，424番地～439番地，441番地～442番地，461番地～489番地，510番地～560番地，579番地～616番地，697番地，699番地～715番地，729番地の2～729番地の4，871番地，874番地～895番地，903番地～910番地，913番地の4,913番地の5,920番地の13～1532番地，1547番地～3348番地，3351番地～3356番地，3358番地～3407番地の1，3428番地～4710番地，4713番地，4714番地の4,4716番地～4727番地の2，4740番地の1,4741番地の1,4741番地の2,4742番地～4783番地，4784番地の3,4786番地～4792番地の2，4894番地～4921番地，5005番地の1,5005番地の2,5006番地～5012番地，5025番地の4,5025番地の5,5226番地の3～5236番地，5241番地～5245番地，5260番地～5266番地の1まで及び5267番地～5270番地
  - 玉島勇崎1番地～106番地，204番地の5～204番地の10，205番地の3～205番地の6，206番地の4～206番地の6，207番地の3,207番地の6,208番地の3～543番地，545番地及び582番地～584番地
  - 玉島黒崎1番地～374番地[2]

## 進学先中学校
- 倉敷市立玉島西中学校[3]

## 交通
- JR西日本山陽本線新倉敷駅より徒歩54分（4.4kｍ）

## 通学区域が隣接している学校
- 倉敷市立玉島南小学校
- 倉敷市立乙島小学校
- 倉敷市立玉島小学校
- 倉敷市立富田小学校
- 浅口市立金光竹小学校
- 浅口市立金光小学校